# Johann Martin Veith

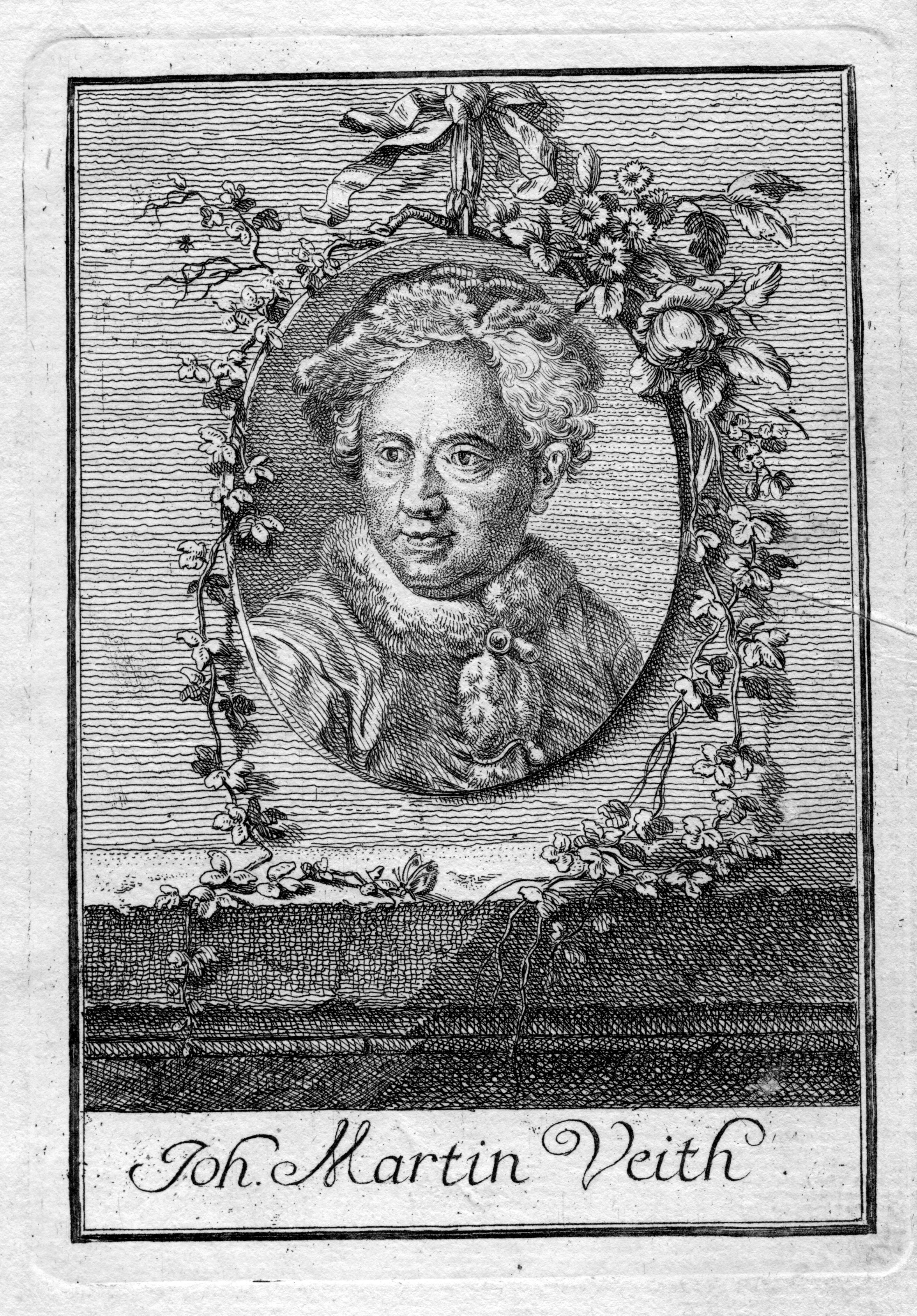
Johann Martin Veith

Johann Martin Veith (* 9. Mai 1650 in Schaffhausen; † 14. April 1717 ebenda) war ein Schweizer Maler.

## Leben
Johann Martin Veith studierte zehn Jahre Kunst in Rom und Venedig, danach ging er mit dem Fürsten Radziwiłł nach Warschau, wo er zwei Jahre lang arbeitete. Nach seiner Rückkehr nach Schaffhausen malte er Porträts von bedeutenden Personen sowie Szenen aus der Mythologie und Geschichte im venezianischen Stil.